# موتيسية جميلة
موتيسية جميلة (الاسم العلمي: Mutisia pulcherrima) هو نوع نباتي يتبع جنس الموتيسية من فصيلة النجمية.